# Apatopygus occidentalis
Apatopygus occidentalis is een zee-egel uit de familie Apatopygidae.
De wetenschappelijke naam van de soort werd in 1928 gepubliceerd door Hubert Lyman Clark.